# Manampoka atsimo
Manampoka là một chi nhện trong họ Phyxelididae. Chi này chỉ gồm 1 loài Manampoka atsimo, thường xuất hiện ở Madagascar.